# Araneus schneblei
Araneus schneblei là một loài nhện trong họ Araneidae.
Loài này thuộc chi Araneus. Araneus schneblei được Herbert Walter Levi miêu tả năm 1991.